# Gedenkstätte Ata-Bejit

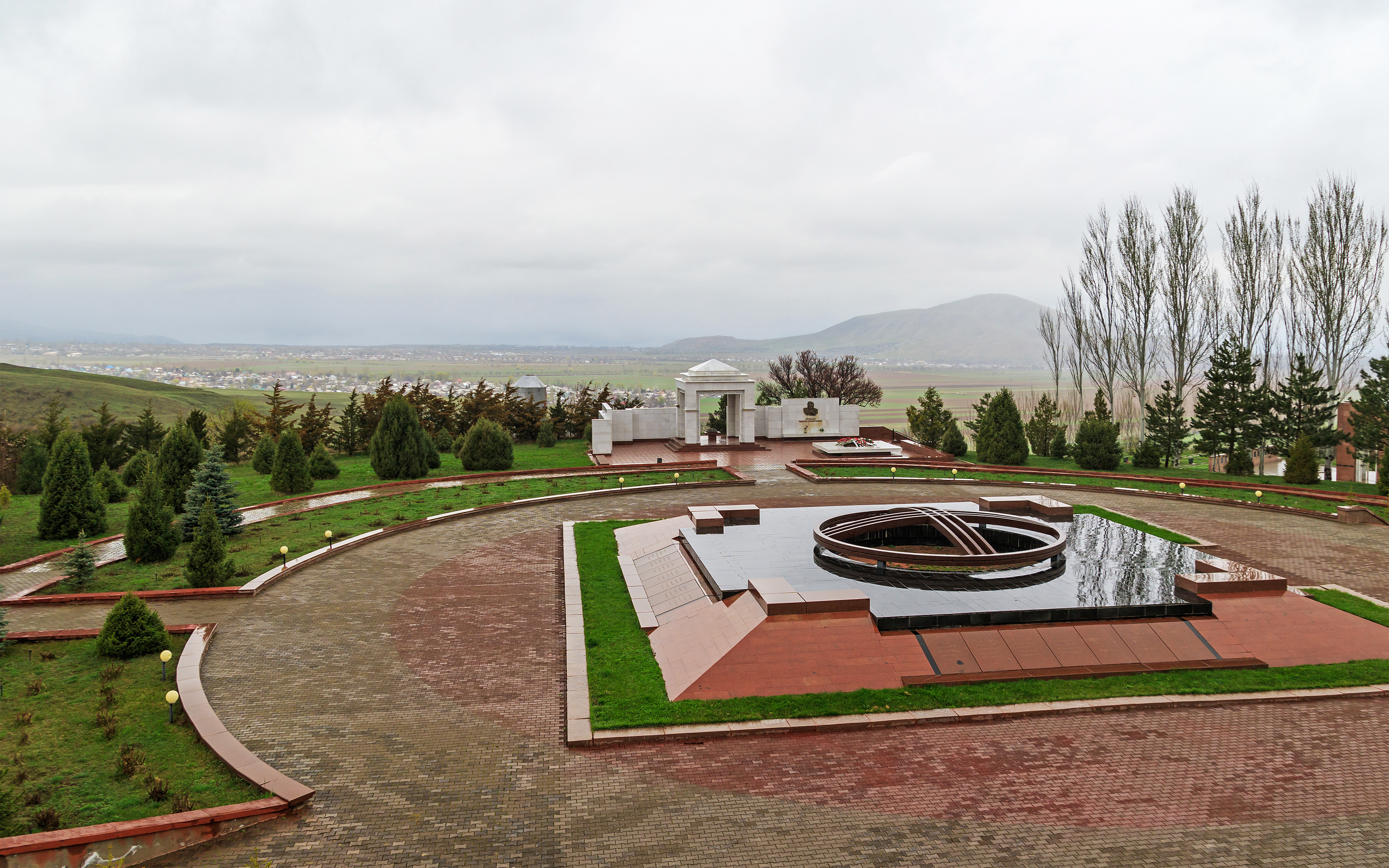
Blick auf die Anlage

Die Gedenkstätte Ata-Bejit (kirgisisch Ата-Бейит) ist ein Friedhof und eine Gedenkstätte nahe der kirgisischen Hauptstadt Bischkek, die zur Erinnerung an die Opfer der Stalinschen Säuberungen erbaut wurde.

## Geschichte
An dem Ort im Süden von Bischkek, an dem die Gedenkstätte im Jahr 2000 erbaut wurde, wurden am 5. November 1938 zahlreiche führende Köpfe der damaligen Kirgisischen Sozialistischen Sowjetrepublik ohne ein gerichtliches Urteil erschossen. Darunter waren Politiker, Künstler und Parteifunktionäre, die den Stalinschen Säuberungen zum Oper fielen, die zum damaligen Zeitpunkt während des Großen Terrors ihren Höhepunkt erreichten.
Die Lage dieses Orts wurde erst 1991 mit Unterstützung von Augenzeugen gefunden. Daraufhin wurden 137 Leichen exhumiert und in einem Gemeinschaftsgrab beigesetzt, das das Zentrum der heutigen Gedenkstätte Ata-Bejit bildet. In den folgenden Jahren wurde die Gedenkstätte zu einem allgemeinen Ort des Gedenkens, an dem auch die Opfer der Unruhen vor dem Regierungswechsel in Kirgisistan 2010 bestattet wurden. Zudem wurde ein Monument errichtet, das an den zentralasiatischen Aufstand gegen die russischen Besatzer im Jahr 1916 erinnert.
Am 14. Juni 2008 wurde mit dem Schriftsteller Tschingis Aitmatow eine der bekanntesten Personen der jüngeren kirgisischen Geschichte in Ata-Bejit beigesetzt. Damit wurde ein Wunsch des Schriftstellers erfüllt, der neben seinem Vater beerdigt werden wollte. Dieser fiel 1938 den Erschießungen am Ort des heutigen Ata-Bejit zum Opfer und ist in dem Gemeinschaftsgrab der Opfer beigesetzt. Bei dem Staatsbegräbnis für Tschingis Aitmatow erwiesen 20.000 Menschen dem Schriftsteller die letzte Ehre.

## Aufbau
Die Anlage befindet sich circa 20 Kilometer südlich von Bischkek und kann von dort aus gut erreicht werden.

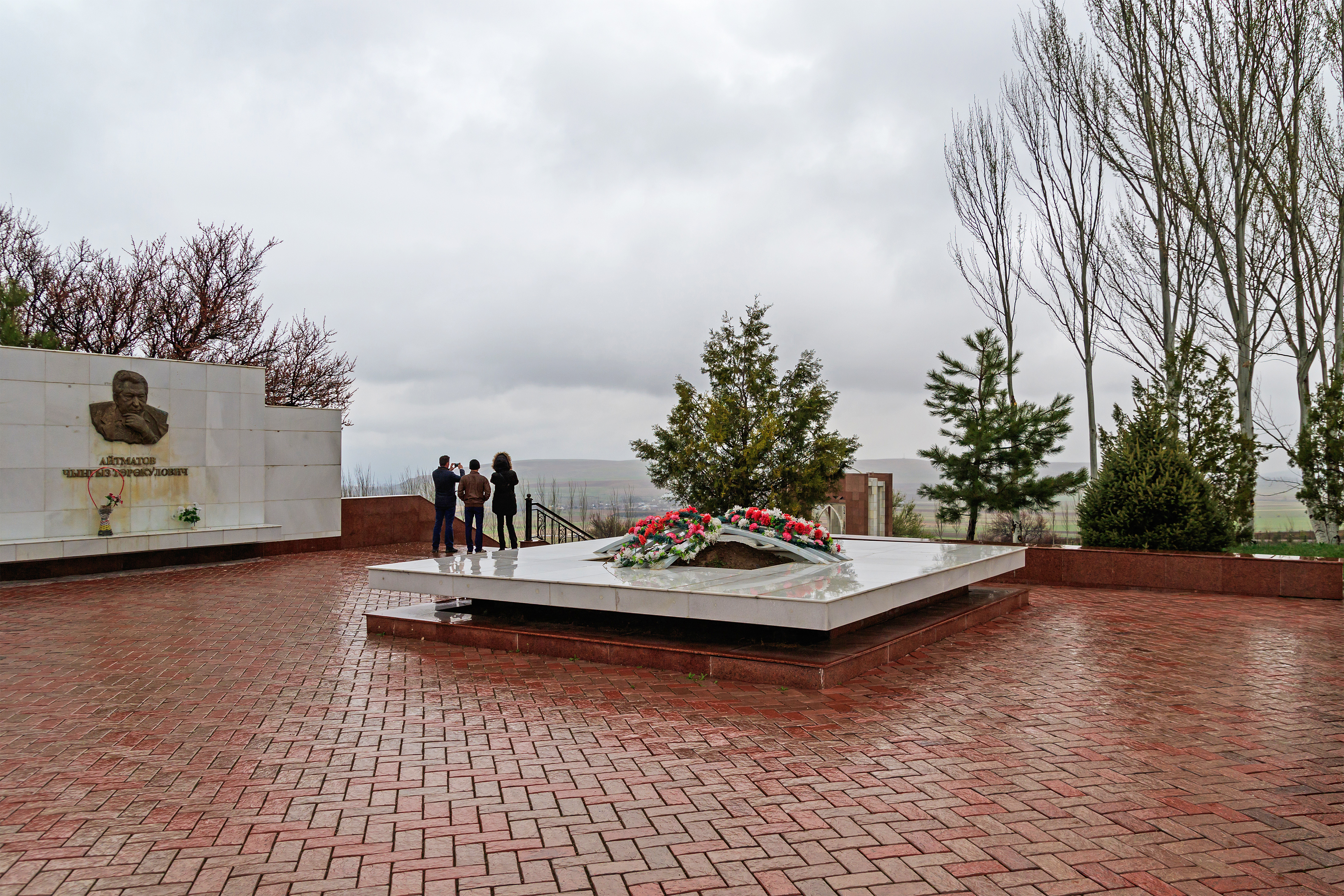
Grab von Tschingis Aitmatow

Das Zentrum der Anlage ist das Gemeinschaftsgrab der Opfer der Massenerschießungen im Jahr 1938, das mit einer großen Granitplatte gekennzeichnet ist. Daneben befindet sich ein kleines Museum, das an die Stalinschen Säuberungen erinnert. Das Grab Tschingis Aitmatow liegt etwas abseits und ist in weißem Marmor gestaltet.
An die Opfer der Unruhen im Jahr 2010 wird auf einem eigenen, kleinen Friedhof erinnert, wo die meisten Grabsteine mit Namen und einem Bild der circa 40 Opfer versehen sind. Eine große Tafel listet zudem die Namen alle Opfer der Unruhen auf.
Ein weiterer Ort des Gedenkens auf dem Gelände der Gedenkstätte Ata-Bejit ist das Denkmal an den Aufstand in Zentralasien gegen die russische Herrschaft im Jahr 1916.